# Recarga accionada por gas

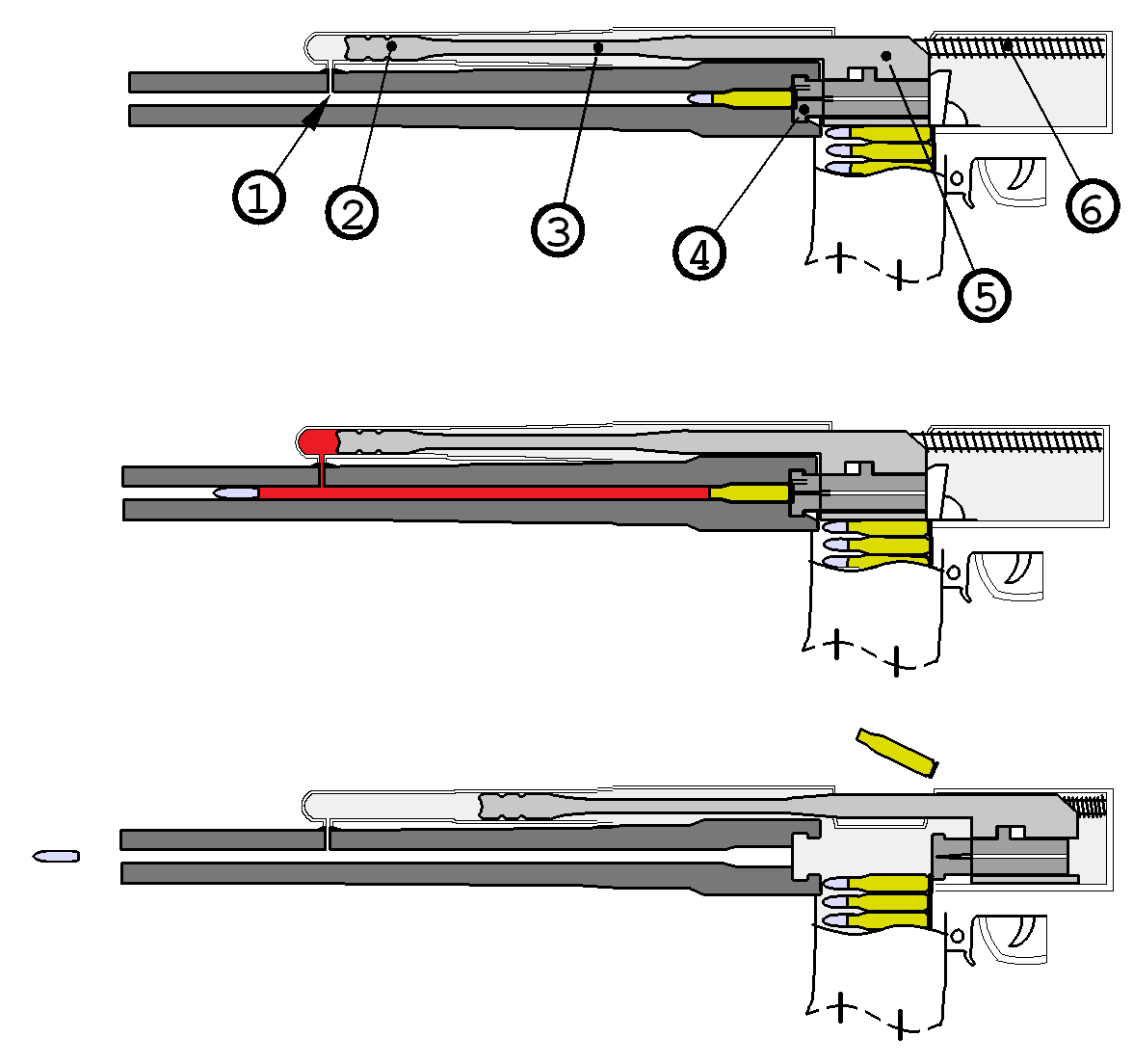
Arma de fuego con recarga accionada por gas:
1) puerto de gas,
2) cabeza de pistón,
3) varilla,
4) cerrojo,
5) portador del cerrojo,
6) muelle.

Acción por gas es un sistema de accionamiento usado para proporcionar la energía que realiza la recarga de las armas de fuego automáticas o semiautomáticas. En este sistema, una parte del gas a alta presión producido al disparar un proyectil es usado para accionar un mecanismo que extrae el casquillo de la bala disparada cargando de energía potencial a un muelle o resorte el que impulsará al block de cierre adelante produciendo la recarga. La energía del gas se redirige a través de un puerto en el cañón. Este gas a alta presión choca con una cabeza de pistón y proporciona el movimiento que inicia la acción de recarga: abre el cerrojo, extrae el casquillo usado, lo eyecta, desplazando el percutor/block de cierre  hacia atrás. La acción del resorte recuperador -que se hallaba cargado o comprimido- invierte el sentido de desplazamiento del cierre introduciendo un cartucho nuevo en la recámara del cañón.

## Trampa de gas.
Un sistema de trampa de gas implica "atrapar" el gas de combustión cuando sale del cañón. Este gas incide en una superficie que convierte la energía en movimiento que, a su vez, cicla la acción del arma de fuego. Como el movimiento resultante es hacia adelante hacia la boca del arma, se necesita algún tipo de sistema mecánico para traducir esto en el movimiento hacia atrás necesario para operar el cerrojo. Esto se suma a la complejidad del mecanismo y su peso, y la colocación de la trampa generalmente resulta en un arma más larga y permite que la suciedad ingrese fácilmente al mecanismo. A pesar de estas desventajas, usaban gas a presión relativamente baja y no requerían un agujero en el cañón, lo que los hacía atractivos en los primeros diseños. El sistema ya no se usa en armas modernas.
Hiram Maxim patentó un sistema de bozal en 1884 descrito en la patente estadounidense 319,596, aunque se desconoce si esta arma de fuego alguna vez fue prototipada. John Browning usó gas atrapado en la boca para operar un "flapper" en el primer prototipo de arma de fuego operada por gas descrito en la patente de EE. UU. 471,782, y usó una ligera variación de este diseño en la ametralladora M1895 Colt-Browning "trituradora de papas". El rifle Danish Bang usó una boquilla impulsada hacia adelante por gas de boca para operar la acción a través de barras de transferencia y palanca. Otros rifles con trampa de gas fueron M1 Garands de producción temprana y German Gewehr 41(modelos Walther y Mauser). Los gobiernos estadounidense y alemán tenían requisitos de que sus armas funcionaran sin que se perforara un agujero en el cañón. Ambos gobiernos adoptarían primero armas y luego abandonarían el concepto. La mayoría de los rifles estadounidenses M1 Garand anteriores se modernizaron con pistones de gas de carrera larga, lo que hizo que los rifles trampa de gas sobrevivientes fueran valiosos en el mercado de los coleccionistas.

## Pistón de carrera larga.
Con un sistema de carrera larga, el pistón se fija mecánicamente al grupo de pernos y se mueve a lo largo de todo el ciclo de funcionamiento. Este sistema se utiliza en armas como la ametralladora ligera Bren , AK-47 , Indumil Galil ACE, IMI Galil , Galil Córdova, IMI Tavor , FN Minimi , Ametralladora ligera M249 , FN MAG, FN FNC y M1 Garand . La principal ventaja del sistema de carrera larga es que la masa del vástago del pistón aumenta el impulso del portador del perno, lo que permite una extracción, expulsión, recámara y bloqueo más positivos. La principal desventaja de este sistema es la interrupción del punto de mira debido a varios factores tales como:el centro de masa cambia durante el ciclo de acción, las paradas abruptas al principio y al final del recorrido del portador del cerrojo y el uso del cañón como punto de apoyo para hacer retroceder el cerrojo. Además, debido a la mayor masa de partes móviles, se requiere más gas para operar el sistema que, a su vez, requiere partes operativas más grandes.

## Pistón de carrera corta.
Con un sistema de empuje o de carrera corta , el pistón se mueve por separado del grupo de pernos. Puede empujar directamente  las partes del grupo de pernos , como en la Carabina M1 , u operar a través de una biela o conjunto, como en el ArmaLite AR-18 o el SKS. En cualquier caso, la energía se imparte en un empujón breve y abrupto y el movimiento del pistón de gas se detiene, lo que permite que el conjunto del portador del cerrojo continúe a través del ciclo operativo a través de la energía cinética.. Esto tiene la ventaja de reducir la masa total de piezas que retroceden en comparación con un pistón de carrera larga. Esto, a su vez, permite un mejor control del arma debido a que es necesario detener menos masa en cualquier extremo del recorrido del portador del cerrojo. Este diseño está disponible tanto en el mercado civil como en el militar como actualización de la familia de armas AR-15 para abordar las deficiencias percibidas del sistema de gas Stoner.

## Impacto Directo.
El método de operación de impacto directo (DI) expulsa el gas desde la mitad del cañón a través de un tubo hasta las partes de trabajo de un rifle, donde inciden directamente en el portador del cerrojo. Esto da como resultado un mecanismo más simple y ligero. Las armas de fuego que utilizan este sistema incluyen el MAS-40 francés de 1940, el Ag m / 42 sueco de 1942. El sistema de gas Stoner (un sistema de impacto de gas operado por pistón) de la serie estadounidense Fusil M16 y Carabina M4 utiliza un tubo de gas para impactar directamente el portador del cerrojo, mientras que el M27 del USMC se basa en el Heckler & Koch HK416 corto accionado por pistón. Una ventaja principal es que las partes móviles se colocan en línea con el eje del orificio, lo que significa que la imagen visual no se altera tanto. Esto ofrece una ventaja particular para los mecanismos completamente automáticos. Tiene la desventaja de que el gas propulsor de alta temperatura (y el ensuciamiento que lo acompaña) se inyecta directamente en las partes de acción.  La operación de impacto directo aumenta la cantidad de calor que se deposita en el receptor durante el disparo, lo que puede quemar y cubrir los lubricantes. El perno, el extractor, el eyector, los pasadores y los resortes también se calientan con el mismo gas a alta temperatura. Estos factores combinados reducen la vida útil de estas piezas, la confiabilidad y el tiempo medio entre fallas .

## Sistemas de asistencia de gas.

### Booster booster.
El Chauchat francés , la ametralladora alemana MG42, la ametralladora británica Vickers y algunas otras armas de fuego operadas por retroceso utilizan un mecanismo de estilo trampa de gas para proporcionar energía adicional para "aumentar" la energía proporcionada por el retroceso. Este "impulso" proporciona tasas de disparo más altas y / o una operación más confiable. Alternativamente, se denomina asistencia de gas y también se puede encontrar en algunos tipos de adaptadores de disparo de fogueo .

este GIF representa el movimiento que tiene el cañón de la ametralladora Vickers al disparar

### Cámara flotante .
Las primeras ametralladoras eran caras de operar. El ejército de los Estados Unidos quería entrenar tripulaciones de ametralladoras con munición menos costosa. Para hacer esto, necesitaban el cartucho .22 LR para operar armas de fuego diseñadas para usar el cartucho .30-06. David Marshall Williams inventó un método que involucraba una cámara flotante separada que actuaba como un pistón de gas con gas de combustión incidiendo directamente en la parte frontal de la cámara flotante.  El kit de conversión Colt Service Ace calibre .22 para la pistola calibre .45 M1911 también utilizó el sistema de Williams, que permite un deslizamiento mucho más pesado que otras conversiones que operan en el mecanismo de retroceso no aumentado.y hace que el entrenamiento con la pistola convertida sea realista. Una cámara flotante proporciona fuerza adicional para operar la corredera más pesada, proporcionando un nivel de retroceso de fieltro similar al de un cartucho de potencia completa.

### Retroceso retardado por gas .
El cerrojo no está bloqueado, pero es empujado hacia atrás por los gases propulsores en expansión como en otros diseños basados en retroceso. Sin embargo, los gases propulsores se ventilan desde el cañón a un cilindro con un pistón que retrasa la apertura del cerrojo. Es utilizado por el rifle Volkssturmgewehr 1-5 , las pistolas Heckler & Koch P7 , Steyr GB y Walther CCP .

### Eyección de gas.
Patentado por August Schüler , la pistola Reform presentaba una fila vertical de cañones que avanzaban hacia arriba con cada disparo exponiendo la recámara disparada. Cuando el barril inferior disparó, un agujero de gas entre los barriles presurizó el barril vacío lo suficiente como para expulsar la caja hacia atrás. Una espuela extendida en el martillo evitó que la caja gastada golpeara al tirador en la cara. El caso final requirió extracción manual.